# Geocaryum peloponesiacum
Geocaryum peloponesiacum är en flockblommig växtart som beskrevs av Lennart Engstrand. Geocaryum peloponesiacum ingår i släktet Geocaryum och familjen flockblommiga växter. Inga underarter finns listade i Catalogue of Life.